# Juan Carlos Santamaría
Juan Carlos Santamaría González (San Sebastián, 17 de noviembre de 1964-Cabezón de Pisuerga, 22 de octubre de 2016) fue un bailarín y coreógrafo español.

## Biografía
En 1992 y tras seis años como bailarín en la Compañía Nacional de Danza, comenzó su labor como creador y maestro de ballet en el Real Conservatorio Profesional de Danza de Madrid, donde fue nombrado coordinador general y coreógrafo del taller de coreografía. Allí permaneció ocho años, hasta que decidió dejarlo para dedicarse de lleno a la Santamaría Compañía de Danza, formación que fundó en 1998. Cuenta su compañía con más de una decena de ballets en repertorio. Algunos de ellos son El gran baile, Sonidos de un jardín secreto, Angelito loco, Dalí de la mano de Dios, Embrujo, -ambicioso montaje sobre la obra de Manuel de Falla con la Orquesta Sinfónica de Madrid y grandes intérpretes como Merche Esmeralda, Lienz Chang y Eva López Crevillén-, y Moz-Art. Desde su fundación la compañía se caracterizó por una acentuada labor pedagógica. Su primera producción, Cascanueces, se estrenó en campaña escolar patrocinada por la editorial Anaya. Requerido como coreógrafo para montajes en el Teatro Romano de Mérida, Televisión Española y el Centro Dramático Nacional y el Ballet de Zaragoza, entre otros en España, su última creación por encargo en 2008 fue para el musical Maribel y la extraña familia. También preparó montajes para el Ballet Nacional de Cuba y realizó giras con sus producciones por diversos países americanos y europeos como Argentina, Chipre, Francia, México o Portugal. Desde 2006 fue centrando su actividad como director en la Escuela Profesional de Danza de Castilla y León.
En 2008 obtuvo el Premio Nacional de Danza en la modalidad de Creación, concedido por el Ministerio de Cultura, "por su trabajo en conservar y difundir la danza clásica con una trayectoria singular de la que participan también numerosos bailarines de este país"; ese mismo año fue también galardonado con el Premio Villa de Madrid Antonio Ruiz Soler.
Murió el 22 de octubre de 2016, tres meses después de verse obligado a dejar la dirección de la escuela debido a un cáncer.